# Ommatopseudes paradoxus
Ommatopseudes paradoxus är en insektsart som beskrevs av Günther 1942. Ommatopseudes paradoxus ingår i släktet Ommatopseudes och familjen Aschiphasmatidae. Inga underarter finns listade i Catalogue of Life.